# Sivry-la-Perche
Sivry-la-Perche település Franciaországban, Meuse megyében. Lakosainak száma 279 fő (2022. január 1.). Sivry-la-Perche Béthelainville, Dombasle-en-Argonne, Fromeréville-les-Vallons, Jouy-en-Argonne, Nixéville-Blercourt és Verdun községekkel határos.

## Népesség
A település népessége az elmúlt években az alábbi módon változott:
| Lakosok száma | 183  | 278  | 275  | 259  | 264  | 269  | 274  | 274  | 276  | 279  |
|               | 1968 | 1982 | 1990 | 2006 | 2013 | 2015 | 2017 | 2019 | 2020 | 2022 |